# مانگروهای باهیا
مانگروهای باهیا (به پرتغالی: Mangues da Bahia) یک بوم‌ناحیه و جنگل در برزیل است.